# Graça Carvalho
Maria da Graça Martins da Silva Carvalho, née le 9 avril 1955 à Beja, est une ingénieure et femme politique portugaise, membre du Parti social-démocrate.

## Biographie
Elle est ministre de la Science et de l'Enseignement supérieur dans le XVe gouvernement constitutionnel du 6 octobre 2003 au 17 juillet 2004 puis ministre de la Science, de l'Innovation et de l'Enseignement supérieur dans le XVIe gouvernement du 17 juillet 2004 au 12 mars 2005.
Elle est ensuite députée européenne de 2009 à 2014 puis de 2019 à 2024 pour le Parti social-démocrate.
Le 2 avril 2024, elle est nommée ministre de l'Environnement et de l'Énergie dans le XXIVe gouvernement constitutionnel dirigé par Luís Montenegro.